# Марио Касас
Марио Касас Сијера (шп. Mario Casas Sierra; Коруња, 12. јун 1986) шпански је глумац.

## Глумачка каријера
Марио Касас је започео своју глумачку каријеру појављивањем у епизодама серија Опсесија, Лични мотиви и Жене. Пажњу домаћих медија привукао је улогом у филму Летња киша, у режији Антонија Бандераса.
Исте године придружио се глумачкој екипи серије СМС. Касас се међународној публици представио као Аитор Караско у серији Пакови момци, на телевизији Антена 3 у којој је глумио од 2007. до 2010. Касније 2009. Касас се појављује у два филма Одлив мозгова, партнерка Амаија Саламанка, и Масне лажи са најбољим пријатељем Јоном Гонзалезом. Филмови су потукли све рекорде гледаности.
2010. године, Касас снима Три метра изнад неба са партнерком Маријом Валверде. То је био најгледанији шпански филм године. Наставак филма Желим те, у коме поред Касаса главне улоге играју Марија Валверде и Клара Лаго, премијерно је приказан 2012. године. 2010. Марио је глумио у филму Неонско месо у режији Пака Кабезаса.
Од 2011. године Касас игра главну улогу у серији Барка.
Крајем 2013. и почетком 2014. године одрадио је још један филмски пројекат, овај пут на енглеском језику, под називом 33 са Антониом Бандерасом и Жилијет Бинош. Филм говори о чилеанској несрећи која се догодила 2010. године. 2015. Касас глуми у новој комедији Моја велика ноћ у режији Алекса де ла Иглесије , и у романтичној драми Палме у снегу, где је поново радио са режисером филмова Три метра изнад неба и Желим те, Фернандезом Гонзалезом Молином.

## Лични живот
Касас има три млађа брата и млађу сестру. Рођен је у Коруњи, Галицији, а са породицом се преселио у Барселону 1994. Имао је жељу да постане полицајац, ватрогасац или фудбалер, а одлучио је да постане глумац сасвим случајно, након што је уписао Школу драмских уметности Кристине Роте и преселио се у Мадрид.

## Филмографија

### ТВ серије
| Година  | Наслов       | Улога                 | Телевизија |
| ------- | ------------ | --------------------- | ---------- |
| 2011–13 | Барка        | Ulises Garmendia      | Antena 3   |
| 2007–10 | Пакови момци | Aitor Carrasco        | Antena 3   |
| 2006–07 | СМС          | Javier "Javi" Llorens | La Sexta   |
| 2006    | Жене         | "Cameo"               | La 2       |
| 2005–06 | Опсесија     | Nico                  | TVE        |
| 2005    | Лични мотиви | "Cameo"               | Telecinco  |

### Филмови
| Година | Наслов                     | Улога                    | Режисер                         |
| ------ | -------------------------- | ------------------------ | ------------------------------- |
| 2023.  | Кућица за птице: Барселона | Себастијан               | Алекс Пастор и Давид Пастор     |
| 2020.  | Погрешан корак             | Дани                     | Давид Виктори                   |
| 2016   | Невидљиви сведок           | Адријан Дорија           | Ориол Пауло                     |
| 2015   | Палме у снегу              | Килијан                  | Фернандо Гонзалез Молина        |
| 2015   | Моја велика ноћ            | Адан                     | Алекс де ла Иглесија            |
| 2015   | 33                         | Алекс Вега               | Патриција Риген                 |
| 2014   | Еден                       | Феликс                   | Шјам Мадираџу                   |
| 2013   | Мула                       | Кастро                   | Мајкл Радфорд                   |
| 2013   | Исмаел                     | Феликс                   | Марсело Пињејро                 |
| 2013   | Вештице Зугарамудија       | Антонио „Тони”           | Алекс де ла Иглесија            |
| 2012   | Желим те                   | Уго (Х)                  | Фернандо Гонзалез Молина        |
| 2012   | Специјални одред 7         | Анхел Ларес Пачеко       | Алберто Родригез                |
| 2010   | Неонско месо               | Рики                     | Пако Кабезас                    |
| 2010   | Три метра изнад неба       | Уго (Х)                  | Фернандо Гонзалез Молина        |
| 2009   | Масне лажи                 | Тони                     | Алфонсо Албацете y Давид Менкес |
| 2009   | Одлив мозгова              | Емилион Карбахоса Бенито | Фернандо Гонзалез Молина        |
| 2006   | Летња киша                 | Моратаја                 | Антонио Бандерас                |

### Кратки филмови
| Година | Наслов     | Улога  | Режисер         |
| ------ | ---------- | ------ | --------------- |
| 2010   | Лак новац  | Хаиме  | Карлос Монтеро  |
| 2010   | Страх      | Сергио | Хауме Балагуеро |
| 2009   | Пако       | Пaко 4 | Хорхе Роелас    |
| 2007   | Дневни поп | Иван   | Гиљермо Мојеза  |

## Награде и номинације
| Награда                                           | Година | Категорија                    | Номинован рад                     | Резултат   |
| ------------------------------------------------- | ------ | ----------------------------- | --------------------------------- | ---------- |
| Alicante Film Festival                            | 2012   | Награда фестивала             | Н/Д                               | Номинација |
| Association of Latin Entertainment Critics Awards | 2011   | Најбољи млади глумац          | Три метра изнад неба              | Освојено   |
| EñE Film Awards                                   | 2009   | Најбоља споредна улога        | Sex, Lies and Parties             | Освојено   |
| EP3 Awards                                        | 2009   | Најбољи млади глумац          | Sex, Lies and Parties             | Освојено   |
| Fotogramas de Plata Awards                        | 2010   | Најбољи глумац                | Three Steps Above Heaven          | Номинација |
| Fotogramas de Plata Awards                        | 2011   | Најбољи ТВ глумац             | The Boat                          | Номинација |
| LesGaiCineMad Festival Awards                     | 2009   | Награда фестивала             | Sex, Lies and Parties             | Освојено   |
| Micrófono de Oro Awards                           | 2011   | Најбољи ТВ глумац             | Paco's Men The Boat               | Освојено   |
| Móstoles International Short Film Festival Awards | 2011   | Најбољи глумац                | Easy Money                        | Номинација |
| Must! Awards                                      | 2010   | Најбоља мушка улога           | Paco's Men Sex, Lies and Parties  | Номинација |
| Neox Fan Awards                                   | 2012   | Најбољи глумац                | I Want You                        | Освојено   |
| New Talent of Spanish Cinema Awards               | 2009   | Најталентованији млади глумац | Brain Drain Sex, Lies and Parties | Номинација |
| Shanghai Awards                                   | 2009   | Најбољи глумац                | Sex, Lies and Parties             | Номинација |
| Villarreal International Short Film Festival      | 2011   | Најбољи глумац                | Easy Money                        | Освојено   |
| Zaragoza Film Festival                            | 2009   | Најталентованији млади глумац | Brain Drain Sex, Lies and Parties | Освојено   |
| Zaragoza Film Festival                            | 2010   | Најталентованији млади глумац | Three Steps Above Heaven          | Освојено   |